# Hålsjö
Hålsjö is een plaats in de gemeente Hudiksvall in het landschap Hälsingland en de provincie Gävleborgs län in Zweden. De plaats heeft 221 inwoners (2005) en een oppervlakte van 85 hectare.